# Lucapa (provinshuvudstad i Angola)
Lucapa är en provinshuvudstad i Angola.   Den ligger i provinsen Lunda Norte, i den nordöstra delen av landet, 800 kilometer öster om huvudstaden Luanda. Lucapa ligger 955 meter över havet och antalet invånare är 20 115.
Terrängen runt Lucapa är huvudsakligen platt, men söderut är den kuperad. Lucapa ligger uppe på en höjd. Det finns inga andra samhällen i närheten.
I omgivningarna runt Lucapa växer huvudsakligen savannskog. Runt Lucapa är det mycket glesbefolkat, med 4 invånare per kvadratkilometer.